# Ewa Makomaska
Ewa Makomaska (ur. 1971) – polska aktorka filmowa i teatralna.

## Życiorys
Urodziła się w 1971. W 1993 ukończyła studia na Wydziale Aktorskim Państwowej Wyższej Szkoły Filmowej, Telewizyjnej i Teatralnej im. Leona Schillera w Łodzi. Od 1994 jest aktorką Teatru Polskiego w Warszawie. Zajmuje się też śpiewem i dydaktyką. Współpracowała z Wydziałem Reżyserii Akademii Teatralnej w Warszawie. Prowadzi warsztaty teatralne w Teatrze Polskim w Warszawie. Prowadziła też zajęcia teatralne dla dorosłych w Domu Kultury Świt.

## Nagrody i odznaczenia
- 1994 – Nagroda dziennikarzy dla najlepszej aktorki XII Festiwalu Spektakli Dyplomowych w Łodzi
- 2003 – Nagroda dla spektaklu Mistrz Piotr Pathelin na XII Konkursie Teatrów Ogródkowych w Warszawie
- 2005 – Nagroda im. Arnolda Szyfmana za rolę madame w przedstawieniu Euro City w reż. A. Łapickiego
- 2010 – Nagroda Złoty Liść Retro w Ogólnopolskim Festiwalu Piosenki Retro im. Mieczysława Fogga za spektakle Bodo – pieśniarz Warszawy i Grają twoją piosenkę – rzecz o Andrzeju Właście
- 2013 – Brązowy Krzyż Zasługi
- 2017 – Medal „Pro Patria” za zasługi w upamiętnieniu walk o niepodległość RP

## Filmografia

### Filmy
- 2007: U Pana Boga w ogródku jako Oliwia (reż. Jacek Bromski)
- 2009: 8 w poziomie: współpraca produkcyjna, obsada aktorska, kostiumy
- 2014: Dżej Dżej jako Malwina Hałuń

### Seriale
- 1999: Ja, Malinowski (odc. 9)
- 2002–2018 – Samo życie jako agentka nieruchomości
- 2003–2018 – Na Wspólnej – jako ginekolog
- 2007: U Pana Boga w ogródku jako Oliwia (odc. 4, 5, 7, 8)
- 2008: Na kocią łapę jako Jowita, macocha kolegi Krzysia
- 2009: Siostry jako Deżire
- 2009: M jak miłość jako lekarz dermatolog (odc. 711)
- 2010: Czas honoru (odc. 35, 36)
- 2012: Lekarze jako matka Bartka (odc. 11)
- 2013: Prawo Agaty jako Aniela Dobry (odc. 51)
- 2014: O mnie się nie martw jako urzędniczka urzędu pracy (odc. 2)
- 2015: Dziewczyny ze Lwowa jako kobieta sprzątająca (odc. 2, 4, 5, 6)
- 2018: Wojenne dziewczyny jako prostytutka Nina (odc. 15-17, 19-20, 23)